# 반죽물

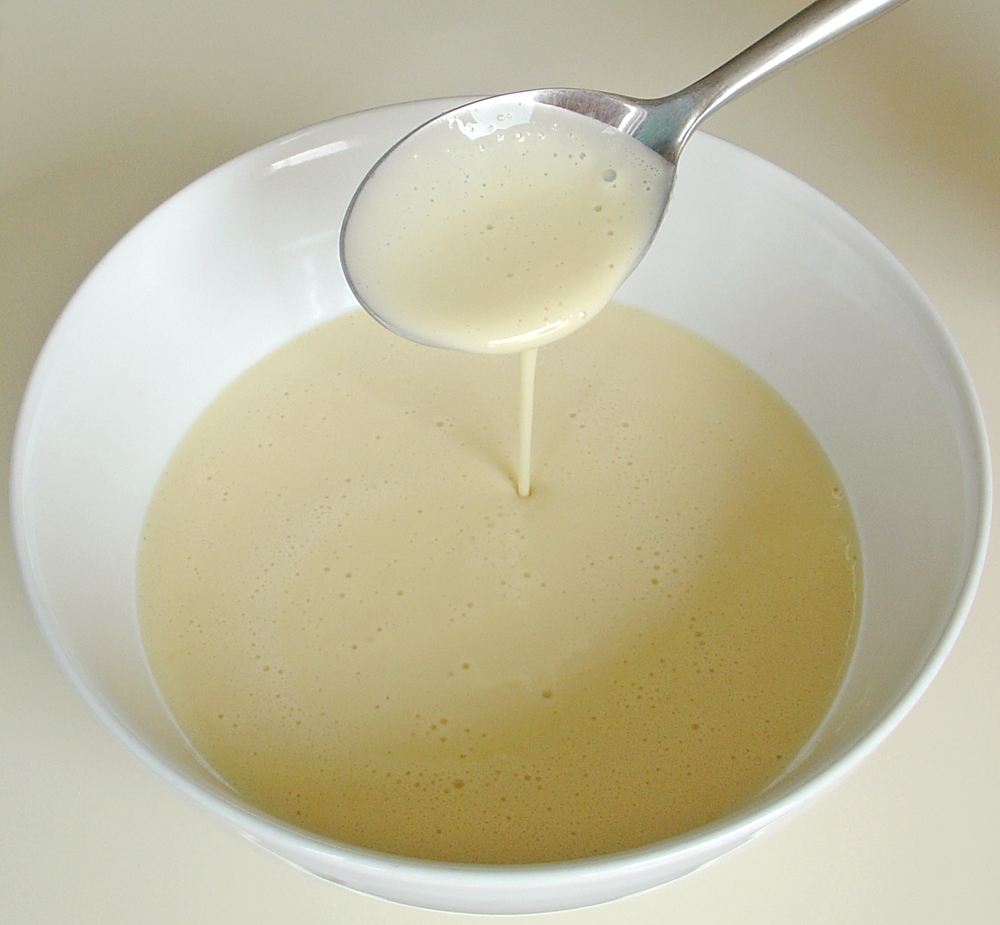
팬케이크 반죽물

반죽물(영어: batter 배터[*])은 가루에 물을 섞어 만든 묽은 반죽이다. 튀김옷도 반죽물의 하나이다.

## 같이 보기
- 반죽
- 풀빵